# Liste des titres musicaux numéro un aux États-Unis en 1982
Cette page liste les titres musicaux ayant eu le plus de succès au cours de l'année 1982 aux États-Unis d'après le magazine Billboard.
| Date         | Artiste(s)                     | Titre                           | Référence |
| ------------ | ------------------------------ | ------------------------------- | --------- |
| 2 janvier    | Olivia Newton-John             | Physical                        |           |
| 9 janvier    | Olivia Newton-John             | Physical                        |           |
| 16 janvier   | Olivia Newton-John             | Physical                        |           |
| 23 janvier   | Olivia Newton-John             | Physical                        |           |
| 30 janvier   | Hall & Oates                   | I Can't Go for That (No Can Do) |           |
| 6 février    | The J. Geils Band              | Centerfold                      |           |
| 13 février   | The J. Geils Band              | Centerfold                      |           |
| 20 février   | The J. Geils Band              | Centerfold                      |           |
| 27 février   | The J. Geils Band              | Centerfold                      |           |
| 6 mars       | The J. Geils Band              | Centerfold                      |           |
| 13 mars      | The J. Geils Band              | Centerfold                      |           |
| 20 mars      | Joan Jett and the Blackhearts  | I Love Rock 'n' Roll            |           |
| 27 mars      | Joan Jett and the Blackhearts  | I Love Rock 'n' Roll            |           |
| 3 avril      | Joan Jett and the Blackhearts  | I Love Rock 'n' Roll            |           |
| 10 avril     | Joan Jett and the Blackhearts  | I Love Rock 'n' Roll            |           |
| 17 avril     | Joan Jett and the Blackhearts  | I Love Rock 'n' Roll            |           |
| 24 avril     | Joan Jett and the Blackhearts  | I Love Rock 'n' Roll            |           |
| 1er mai      | Joan Jett and the Blackhearts  | I Love Rock 'n' Roll            |           |
| 8 mai        | Vangelis                       | Chariots of Fire                |           |
| 15 mai       | Paul McCartney & Stevie Wonder | Ebony and Ivory                 |           |
| 22 mai       | Paul McCartney & Stevie Wonder | Ebony and Ivory                 |           |
| 29 mai       | Paul McCartney & Stevie Wonder | Ebony and Ivory                 |           |
| 5 juin       | Paul McCartney & Stevie Wonder | Ebony and Ivory                 |           |
| 12 juin      | Paul McCartney & Stevie Wonder | Ebony and Ivory                 |           |
| 19 juin      | Paul McCartney & Stevie Wonder | Ebony and Ivory                 |           |
| 26 juin      | Paul McCartney & Stevie Wonder | Ebony and Ivory                 |           |
| 3 juillet    | The Human League               | Don't You Want Me               |           |
| 10 juillet   | The Human League               | Don't You Want Me               |           |
| 17 juillet   | The Human League               | Don't You Want Me               |           |
| 24 juillet   | Survivor                       | Eye of the Tiger                |           |
| 31 juillet   | Survivor                       | Eye of the Tiger                |           |
| 7 août       | Survivor                       | Eye of the Tiger                |           |
| 14 août      | Survivor                       | Eye of the Tiger                |           |
| 21 août      | Survivor                       | Eye of the Tiger                |           |
| 28 août      | Survivor                       | Eye of the Tiger                |           |
| 4 septembre  | Steve Miller Band              | Abracadabra                     |           |
| 11 septembre | Chicago                        | Hard to Say I'm Sorry           |           |
| 18 septembre | Chicago                        | Hard to Say I'm Sorry           |           |
| 25 septembre | Steve Miller Band              | Abracadabra                     |           |
| 2 octobre    | John Cougar                    | Jack & Diane                    |           |
| 9 octobre    | John Cougar                    | Jack & Diane                    |           |
| 16 octobre   | John Cougar                    | Jack & Diane                    |           |
| 23 octobre   | John Cougar                    | Jack & Diane                    |           |
| 30 octobre   | Men at Work                    | Who Can It Be Now?              |           |
| 6 novembre   | Joe Cocker & Jennifer Warnes   | Up Where We Belong              |           |
| 13 novembre  | Joe Cocker & Jennifer Warnes   | Up Where We Belong              |           |
| 20 novembre  | Joe Cocker & Jennifer Warnes   | Up Where We Belong              |           |
| 27 novembre  | Lionel Richie                  | Truly                           |           |
| 4 décembre   | Lionel Richie                  | Truly                           |           |
| 11 décembre  | Toni Basil                     | Mickey                          |           |
| 18 décembre  | Hall & Oates                   | Maneater                        |           |
| 25 décembre  | Hall & Oates                   | Maneater                        |           |